# Creightonidris scambognatha
Creightonidris scambognatha är en myrart som beskrevs av Brown 1949. Creightonidris scambognatha ingår i släktet Creightonidris och familjen myror. Inga underarter finns listade i Catalogue of Life.